# Mimbamela
Mimbamela est un village du Cameroun situé dans la région du Sud et le département de l'Océan. Il fait partie de la commune de Bipindi et se trouve à 39 km de Bipindi.

## Population
En 1966, la population était de 106 habitants. Le village disposait avant 1966 d'une école publique à cycle complet. Lors du recensement de 2005, le village comptait 169 habitants dont 98 hommes et 71 femmes, principalement de Ewondos.